# Portland (Maine)
Portland é a cidade mais populosa e mais densamente povoada do estado americano do Maine, no Condado de Cumberland, do qual é sede. Atrai muitos turistas, devido ao antigo porto histórico, à arquitetura das construções e do centro agitado. A cidade é terra natal do renomado escritor Stephen King bem como cenário de muitos de seus livros e adaptações para o cinema.

## Geografia
De acordo com o Departamento do Censo dos Estados Unidos, a cidade tem uma área de 179,8 km², dos quais 55,8 km² estão cobertos por terra e 124 km² (69,0%) por água.

### Clima
Portland tem um clima continental úmido (Köppen: Dfb, como a maioria da Nova Inglaterra), com invernos frios e com neve frequente, e verões quentes, mas normalmente mornos, ocasionalmente calorosos, apesar de raros. Tipicamente com as quatro estações do ano bem definidas. Na zona de resistência de plantas do USDA está entre o 5b próximo a baía e 5a nas áreas mais interiores como em Riverton e Stroudwater. A temperatura média diária mensal varia de -5,4 ° C em janeiro a 20,6 ° C em julho. As altas temperaturas diárias atingem ou excedem 32 ° C em apenas 4,6 dias por ano em média, enquanto as baixas temperaturas de -18 ° C ou abaixo são atingidas em 7,7 noites por ano em média. E há um valor superior a 1/3 do ano em que as temperaturas estão entorno de 0° C, o que mantém o inverno inteiro principalmente na precipitação e deposição sólida de cristais de gelo. A área pode ser afetada por tempestades severas durante o inverno, com ventos fortes e nevascas por Nor'easters. A precipitação anual é de 1.200 mm e é abundante durante todo o ano, mas com um verão ligeiramente mais seco, os valores mais altos estão entre outubro e novembro, em plena primavera, o que auxilia manter a vegetação viva; médias de neve somam 157 cm. No litoral do Maine, as tempestades de latitudes médias de inverno podem ser intensas de novembro a março, enquanto tempestades de estação quente são marcadamente menos freqüentes do que nos estados do Meio-Oeste, Meio-Atlântico e Sudeste dos EUA. Choques diretos por furacões ou tempestades tropicais são raros, parcialmente devido às águas normalmente mais frias do Atlântico ao largo da costa do Maine (que enfraquecem os sistemas tropicais), mas principalmente porque quando a maioria dos sistemas tropicais se aproxima ou alcança a latitude norte de 40 graus move para a direita (efeito Coriolis), carregando a maioria das tempestades bem ao sul e leste da área de Portland. Os extremos variam de -39 ° C em 16 de fevereiro de 1943 a 39 ° C em 4 de julho de 1911 e 2 de agosto de 1975.
Sua temperatura média baixa em janeiro é de -9,8 °C, isto faz com que seja a cidade costeira mais fria do país em seus 48 estados contíguos, excluindo pequenas cidades e vilarejos ao norte do litoral do Maine. É a cidade litorânea mais fria para o paralelo 43 com tal porte populacional. Sua característica principal é de ser extremamente continental mesmo estando perto da costa, com predomínio de padrões do oeste, mais fria que cidades como Oslo a quase 13° mais ao norte. Outros exemplos da continentalidade é mesmo diante do centro da grande massa terrestre, Sioux Falls, apesar de estar na mesma latitude, de sua localização central na América do Norte e de estar a 425 metros mais alto que a maior cidade do Maine, ambas tem os mesmos recordes extremos), aonde a diferença maior de temperatura é apenas no verão do que no Meio-Oeste (há diferença nas médias de inverno, mas é menor) que normalmente é o período que a corrente do Labrador mantém a cidade mais suave ou seja, a influência marítima tem mais força nesta estação do ano. Portland recebe muito mais precipitação que a média para os Estados Unidos, seja na forma de neve (69,2 cm) ou de chuva (120 cm), embora inferior a sua região metropolitana. Sendo incluída no grupo das cidades com maiores quantidades de precipitação da zona temperada como em muitos climas oceânicos ou subtropicais úmidos. A direção predominante dos ventos é do sul, apesar de suave, ainda sim são frescos. O segundo principal quadrante é de direção noroeste o que auxilia a sensação térmica ser ainda mais baixa. Há 203 dias com predominância de sol, estando muito próximo da média americana, muito embora com a exceção do Alasca os valores são relativamente baixos, mas mais condizente para a sua latitude do que em termos de temperatura. As horas de sol são mais próximas das médias canadenses e do norte do Mediterrâneo, como em Mônaco. Caso o aquecimento global ocorra de fato, Portland será uma das áreas menos afetadas do Maine, ainda sim poderá sofrer graves consequências como inundações por resultados de chuvas recordes, agravadas por altas emissões nas projeções. Fato que tem por base fatos reais que já ocorreram, como aumento da quantidade significativa de chuvas entre a segunda metade do século XX, sobretudo no nordeste dos EUA, muito superiores ao de outras regiões. Outras consequências serão a diminuição da queda de neve e o aumento do nível do mar como consequência da temperatura média se elevar a 2°C.
| Dados climatológicos para Portland, Maine (Aeroporto Internacional de Portland), altitude: 13,7 m, normais de 1981–2010 , extremos 1871-presente                 | Dados climatológicos para Portland, Maine (Aeroporto Internacional de Portland), altitude: 13,7 m, normais de 1981–2010 , extremos 1871-presente | Dados climatológicos para Portland, Maine (Aeroporto Internacional de Portland), altitude: 13,7 m, normais de 1981–2010 , extremos 1871-presente | Dados climatológicos para Portland, Maine (Aeroporto Internacional de Portland), altitude: 13,7 m, normais de 1981–2010 , extremos 1871-presente | Dados climatológicos para Portland, Maine (Aeroporto Internacional de Portland), altitude: 13,7 m, normais de 1981–2010 , extremos 1871-presente | Dados climatológicos para Portland, Maine (Aeroporto Internacional de Portland), altitude: 13,7 m, normais de 1981–2010 , extremos 1871-presente | Dados climatológicos para Portland, Maine (Aeroporto Internacional de Portland), altitude: 13,7 m, normais de 1981–2010 , extremos 1871-presente | Dados climatológicos para Portland, Maine (Aeroporto Internacional de Portland), altitude: 13,7 m, normais de 1981–2010 , extremos 1871-presente | Dados climatológicos para Portland, Maine (Aeroporto Internacional de Portland), altitude: 13,7 m, normais de 1981–2010 , extremos 1871-presente | Dados climatológicos para Portland, Maine (Aeroporto Internacional de Portland), altitude: 13,7 m, normais de 1981–2010 , extremos 1871-presente | Dados climatológicos para Portland, Maine (Aeroporto Internacional de Portland), altitude: 13,7 m, normais de 1981–2010 , extremos 1871-presente | Dados climatológicos para Portland, Maine (Aeroporto Internacional de Portland), altitude: 13,7 m, normais de 1981–2010 , extremos 1871-presente | Dados climatológicos para Portland, Maine (Aeroporto Internacional de Portland), altitude: 13,7 m, normais de 1981–2010 , extremos 1871-presente | Dados climatológicos para Portland, Maine (Aeroporto Internacional de Portland), altitude: 13,7 m, normais de 1981–2010 , extremos 1871-presente |
| Mês | Jan | Fev | Mar | Abr | Mai | Jun | Jul | Ago | Set | Out | Nov | Dez | Ano |
| --- | --- | --- | --- | --- | --- | --- | --- | --- | --- | --- | --- | --- | --- |
| Temperatura máxima recorde (°C) | 19 | 18 | 31 | 33 | 34 | 37 | 38 | 39 | 35 | 31 | 23 | 22 | 39 |
| Temperatura máxima média (°C) | 10,1 | 10,8 | 16,4 | 23,7 | 28,8 | 31,6 | 32,9 | 32,3 | 29,8 | 23,7 | 18,5 | 13,1 | 34,1 |
| Temperatura média (°C) | −5,4 | −3,6 | 0,8 | 6,7 | 12,2 | 17,4 | 20,6 | 20 | 15,6 | 9,3 | 4,1 | −1,8 | 8,1 |
| Temperatura média alta (°C) | −0,4 | 1,4 | 5,6 | 11,8 | 17,5 | 22,9 | 26 | 25,4 | 21,1 | 14,8 | 8,9 | 2,9 | 13,2 |
| Temperatura média baixa (°C) | −10,3 | −8,7 | −3,9 | 1,5 | 6,8 | 12 | 15,2 | 14,6 | 10,2 | 3,8 | −0,6 | −6,4 | 2,9 |
| Temperatura mínima média (°C) | −22 | −19,5 | −14,5 | −4,5 | 0,1 | 5,9 | 9,9 | 8,2 | 2,5 | −3,6 | −8,8 | −16,6 | −23,3 |
| Temperatura mínima recorde (°C) | −32 | −39 | −29 | −13 | −5 | 1 | 4 | 1 | −5 | −9 | −16 | −29 | −39 |
| Chuva (mm) | 85,9 | 82,6 | 107,7 | 109,7 | 101,9 | 96,3 | 91,7 | 79,8 | 93,7 | 123,7 | 125,2 | 102,1 | 1 200,1 |
| Queda de neve média (cm) | 48,8 | 30,7 | 32,3 | 7,1 | 0 | 0 | 0 | 0 | 0 | traço | 4,8 | 33,5 | 157,2 |
| Dias com chuva | 11,1 | 9,8 | 11,7 | 11,2 | 12,6 | 11,8 | 11,0 | 9,3 | 9,2 | 10,5 | 11,2 | 11,5 | 130,9 |
| Dias com neve | 7,9 | 6,1 | 5,1 | 1,0 | 0 | 0 | 0 | 0 | 0 | 0 | 1,5 | 6,1 | 27,7 |
| Umidade relativa (%) | 66,8 | 65,2 | 66,3 | 66,8 | 71,1 | 74,7 | 75,3 | 76,3 | 76,7 | 73,9 | 72,6 | 70,2 | 71,3 |
| Brilho do sol disponível (%) | 57 | 59 | 55 | 53 | 53 | 56 | 60 | 62 | 61 | 57 | 48 | 51 | 56 |
| Insolação (h) | 164,8 | 172,8 | 205,2 | 213,5 | 243,2 | 259,1 | 282,2 | 267,6 | 229,1 | 195,7 | 138,7 | 140,9 | 2 512,8 |
| Fonte: NOAA (umidade relativa e sol 1981-2010). Veja Clima de Maine para obter informações adicionais sobre o clima em outras cidades do estado norte-americano. | | | | | | | | | | | | | |

## Demografia
Desde 1900, o crescimento populacional médio, a cada dez anos, é de 2,9%.

### Censo 2020
De acordo com o censo nacional de 2020, a sua população é de 68 408 habitantes e sua densidade populacional é de 1 226,0 hab/km². Seu crescimento populacional na última década foi de 3,3%, acima do crescimento estadual de 2,6%. É a cidade mais populosa do Maine. Sua região metropolitana possui 551 740 habitantes.
Possui 35 747 residências que resulta em uma densidade de 640,7 residências/km² e um aumento de 5,6% em relação ao censo anterior. Deste total, 9,4% das unidades habitacionais estão desocupadas. A média de ocupação é de 2,1 pessoas por residência.

### Censo 2010
Segundo o censo nacional de 2010, a sua população era de 66 194 habitantes e sua densidade populacional de 1 199 hab/km², com quase 517 mil pessoas vivendo em sua área metropolitana. Possuía 33 836 residências que resultava em uma densidade de 613 residências/km².

### Personalidades
- Stephen King, famoso e respeitado escritor, nascido em 21 de setembro de 1947 escritor do gênero terror e fantasia.
- Anna Kendrick , atriz

## Galeria de imagens

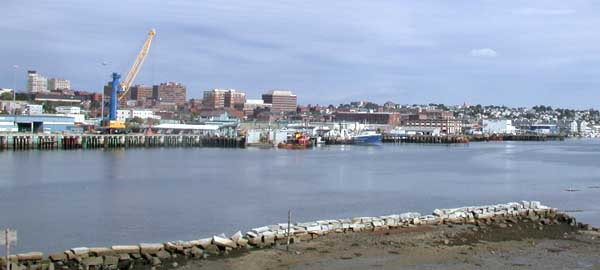
Litoral ao longo do Rio Fore.